# Leo Depuydt
Leo Depuydt ist ein belgischer Ägyptologe, Koptologe und Altorientalist. Er lehrt als Professor für Ägyptologie und Assyriologie an der Brown University in Providence, Rhode Island.
Der aus Flandern stammende Leo Depuydt studierte ab 1975 zunächst Klassische Philologie an der Katholischen Universität Löwen, an der er 1979 mit dem Lizenziat abschloss. Im Anschluss studierte er Orientalistik in Löwen und legte 1981 auch hierin sein Lizentiat ab. Es folgte 1982 ein postgraduales Studium am Hebrew Union College in Cincinnati, Ohio, das er von 1982 bis 1984  an der Hebräischen Universität Jerusalem fortsetzte. Hier studierte er vor allem bei Hans Jakob Polotsky, dem er bis zu dessen Tod 1991 verbunden blieb.
Unterbrochen von seinem Militärdienst 1983/84, den er teilweise in Deutschland ableistete, setzte er sein Postgraduiertenstudium 1984 an der Universität Tübingen fort, wo er mit einem DAAD-Stipendium Ägyptologie und Semitistik studierte. Schließlich wechselte er an die Yale University in New Haven, Connecticut. Dort vertiefte er bis 1990 seine Studien der vorderasiatischen Sprachen und Zivilisationen, vor allem der koptischen und der altägyptischen Sprache. Nach einem Master of Philosophy 1987 wurde er in Yale 1990 mit einer Arbeit über koptisch-griechische und koptisch-arabische Manuskripte der New Yorker Pierpont Morgan Library bei Bentley Layton zum Ph.D. promoviert.
Bereits ab 1989 bis zu seiner Promotion war er Senior Lecturer für Koptisch und Syrisch in Yale. Ab 1991 lehrte er als Assistant Professor, von 1995 bis 2011 als Associate Professor für Ägyptologie an der Brown University. Seit 2011 hat er den Lehrstuhl für Ägyptologie und Assyriologie der Brown University inne.
Neben allgemeinen Aspekten der Ägyptologie sowie der Beziehungen des Alten Ägyptens zu seinen Nachbarn im Bereich des Mittelmeeres und des vorderasiatischen Raums in linguistischer und historischer Hinsicht gehören zu den Forschungsschwerpunkten von Leo Depuydt koptische Manuskripte sowie Grammatik und Geschichte der altägyptischen Sprache. Hinzu kommt die Beschäftigung mit Fragen der Chronologie, der Astronomie und des Kalenderwesens, zudem mit den hiermit zusammenhängenden Problemen der Heortologie (Festkunde), der antiken Wissenschaft und Mathematik.
Die Ergebnisse seiner Forschungen hat Leo Depuydt nicht nur in umfangreichen Monographien, sondern vor allem in über 140 peer reviewed Artikeln vorgelegt.

## Mitgliedschaften (Auswahl)
- American Oriental Society
- Deutsche Morgenländische Gesellschaft
- Association Internationale des Études Arméniennes
- International Association of Coptic Studies
- International Association of Egyptologists
- International Association for Nubian Studies

## Publikationen (Auswahl)
- Catalogue of Coptic Manuscripts in the Pierpont Morgan Library. Peeters Press, Löwen 1993.
- Conjunction, Contiguity, Contingency: On Relationships between Events in the Egyptian and Coptic Verbal Systems. Oxford University Press, New York 1993.
- Materials for Egyptian Grammar: Catalogue of Coordinates and Satellites of the Middle Egyptian Verb. Peeters, Löwen 1996.
- Civil Calendar and Lunar Calendar in Ancient Egypt (= Orientalia Lovaniensia Analecta. Band 77). Department Oosterse Studies, Löwen 1997.
- Fundamentals of Egyptian Grammar. Teil 1: Elements. Frog Publishing, Norton (Mass.) 1999 (zweite Auflage 2012).
- The Other Mathematics: Language and Logic in Egyptian and in General. Gorgias Press, Piscataway (N.J.) 2008.
- From Xerxes’ Murder (465) to Arridaios’ Execution (317): Updates to Achaemenid Chronology. Archaeopress, Oxford 2008.